# Vergonha

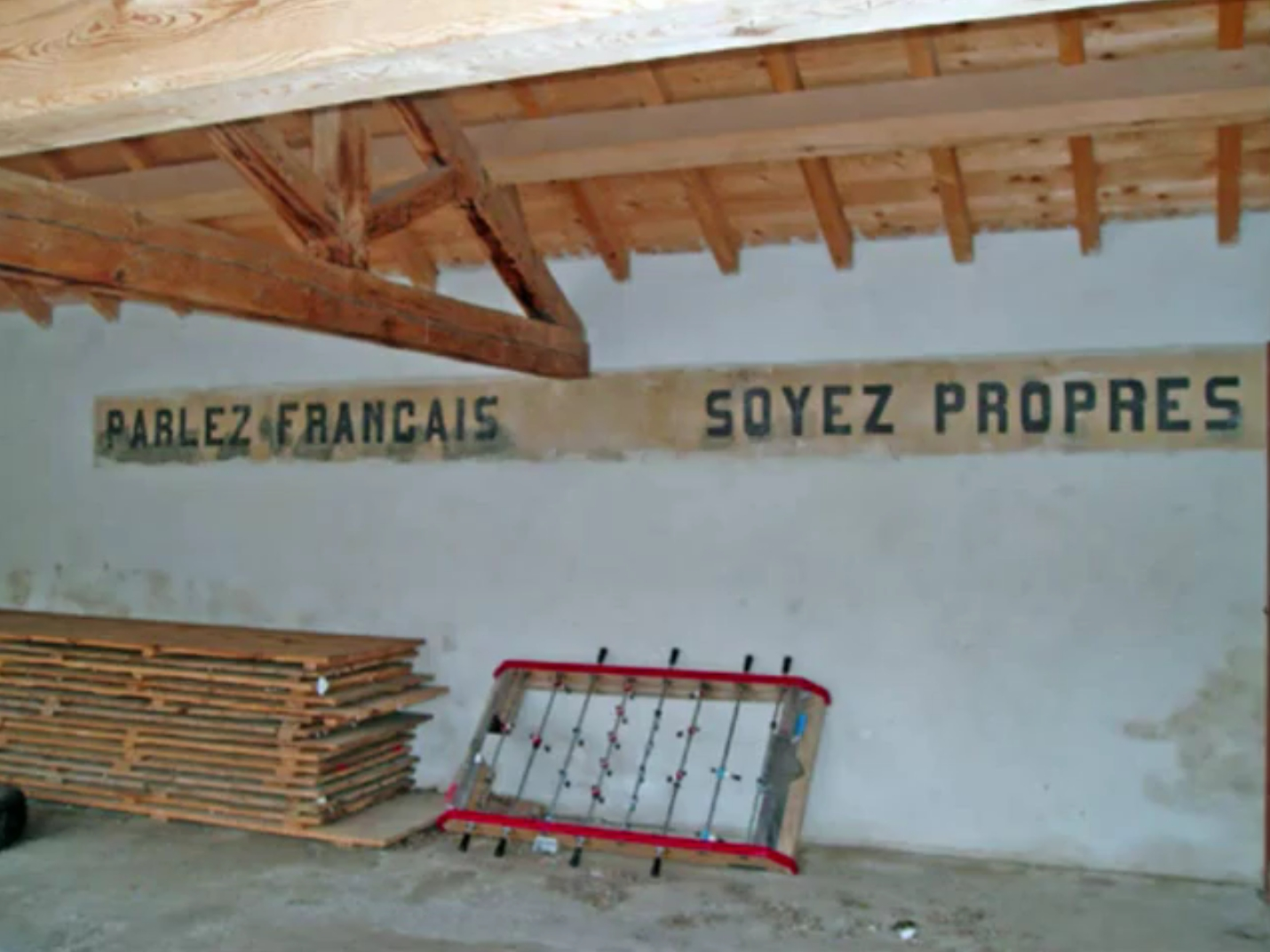
„Sprecht französisch, seid sauber“, geschrieben an einer Schulwand in Ayguatébia-Talau

Karte der Sprachen und Dialekte Frankreichs; rot die ursprünglich okzitanischen Varietäten

La vergonha (okzitanische Aussprache: [berɣuɲɔ, veʀɡuɲɔ], deutsch: „Schande“) nennen die Okzitanier die Auswirkungen verschiedener Maßnahmen der französischen Politik auf Bürger, deren Muttersprache eine andere Sprache als Französisch ist. Vor allem ab dem 16. Jahrhundert wurden okzitanische Muttersprachler in Verbindung mit Art. 111 des Edikts von Villers-Cotterêts dazu gebracht, durch offizielle Ausgrenzung, Erniedrigung in der Schule und Ablehnung durch die Medien, die eigene Muttersprache (oder die der Eltern) abzulehnen und sich ihrer zu schämen. Vergonha, das immer noch ein Tabuthema in Frankreich ist, wird von einigen Wissenschaftlern als Ergebnis eines versuchten Linguizids angesehen. Im Jahr 1860, vor Einführung der allgemeinen Schulpflicht, repräsentierten okzitanische Muttersprachler mehr als 39 %, der französischsprachige Bevölkerungsanteil betrug 52 %. Ihr Anteil sank in den 1920er Jahren auf 26–36 % und fiel dann 1993 auf weniger als 7 %.

## 19. Jahrhundert
In den 1880er Jahren führte Jules Ferry eine Reihe strenger Maßnahmen durch, um die Regionalsprachen in Frankreich weiter zu schwächen, wie ein Bericht Bernard Poignants von 1998 an Lionel Jospin zeigt. Dazu zählte, dass Kinder von ihren Lehrern bestraft wurden, wenn sie eine andere Sprache als Standardfranzösisch, also etwa Okzitanisch oder Bretonisch in der Schule sprachen. Bei Verstoß drohten verschiedene Maßnahmen wie das so genannte „le symbole“, bei denen Kindern und Jugendlichen zur Strafe ein Klotz um den Hals gehängt wurde.

## Mitte des 20. Jahrhunderts bis zur Gegenwart
Noch im Jahr 1972 erklärte Georges Pompidou als damaliger französischer Präsident, dass es keinen Raum für Regionalsprachen in einem Frankreich gebe, dessen Schicksal sei, Europa seinen Siegel aufzudrücken. In einer Wahlrede in Lorient am 14. März 1981 behauptete François Mitterrand:

„Die Zeit ist gekommen, den Sprachen und Kulturen Frankreichs einen offiziellen Status zu geben. Es ist an der Zeit, die Schultüren für sie zu öffnen, regionale Radio- und Fernsehsender zu schaffen, damit sie ausgestrahlt werden können, damit sie im öffentlichen Leben die Rolle spielen, die sie verdienen.“

Diesen Erklärungen folgten jedoch kaum wirksamen Maßnahmen: Die Regionalsprachen sind in unterschiedlichem Maße in Schulen und Medien präsent, jedoch hat keine von ihnen einen offiziellen Status. Zuletzt lehnte der französische Senat am 27. Oktober 2015 einen Gesetzentwurf zur Ratifizierung der Europäischen Charta der Regional- oder Minderheitensprachen ab, der regionalen Sprachen wie Okzitanisch in Verbindung mit einer Verfassungsreform einen offiziellen Status verliehen hätte.